# Leo Müller
Pour les articles homonymes, voir Müller.
Leo Müller, né le 4 juillet 1958 à Ruswil (originaire du même lieu et de Schüpfheim), est une personnalité politique suisse, membre du Centre. 
Il est député du canton de Lucerne au Conseil national depuis décembre 2011.

## Biographie
Leo Müller naît le 4 juillet 1958 à Ruswil, dans le canton de Lucerne. Il est originaire du même lieu et d'une autre commune du canton, Schüpfheim. 
Il grandit dans une exploitation agricole à Ruswil. Après ses écoles primaires et secondaires à Ruswil, il fait un apprentissage agricole et exerce la profession de paysan de 1975 à 1977. Il suit ensuite une école professionnelle agricole à Hohenrain, puis s'inscrit à la Haute école agricole de Zollikofen, dont il sort ingénieur agricole diplômé en 1983. Il finance en partie ses études en exerçant la profession de camionneur (permis décroché lors de son service militaire).  
Il travaille cinq ans à Berne pour l'association centrale des producteurs de lait, puis reprend des études, en droit, à l'Université de Berne, tout en travaillant à temps partiel pour des associations. Il obtient sa licence en juin 1992. Après deux ans de stage, il obtient son brevet d'avocat du canton de Lucerne en août 1994, puis son brevet de notaire en juin 1996. De 1993 à 1999, il est le chef du service juridique de l'association des paysans de Lucerne. Il ouvre en 1997 son propre cabinet à Ruswil,. 
Marié à Helene Müller-Bühler, et père de trois enfants, il habite Ruswil. Il a le grade de major à l'armée. 

## Parcours politique
Il est membre du Grand Conseil du canton de Lucerne du 21 avril 1999 au 31 décembre 2011. Il le préside lors de sa dernière année de mandat.
Il est membre et président de l'exécutif de la commune de Ruswil du 1er septembre 2008 au 31 août 2018.
Il est élu au Conseil national lors des élections fédérales suisses de 2011, et réélu avec un bon score en octobre 2015, octobre 2019 et octobre 2023 (deuxième mieux élu du canton). Il siège à la Commission des finances (CdF) de décembre 2011 à décembre 2015, et la préside à partir de novembre 2015. Il est membre de la Commission de l'économie et des redevances (CER) depuis décembre 2015.
Il est membre du comité du PDC Suisse depuis décembre 2011.

### Autres mandats
Il est vice-président du conseil d'administration de Sucre suisse (de) depuis mars 2018 et membre du conseil d'administration de Fenaco depuis juin 2011. Il est également membre du conseil de surveillance de l'Union suisse des arts et métiers depuis mai 2016 et du groupe de réflexion du Groupe mutuel depuis avril 2017,.